# Hymenoloma
Hymenoloma là một chi rêu trong họ Dicranaceae.